# Șeitin

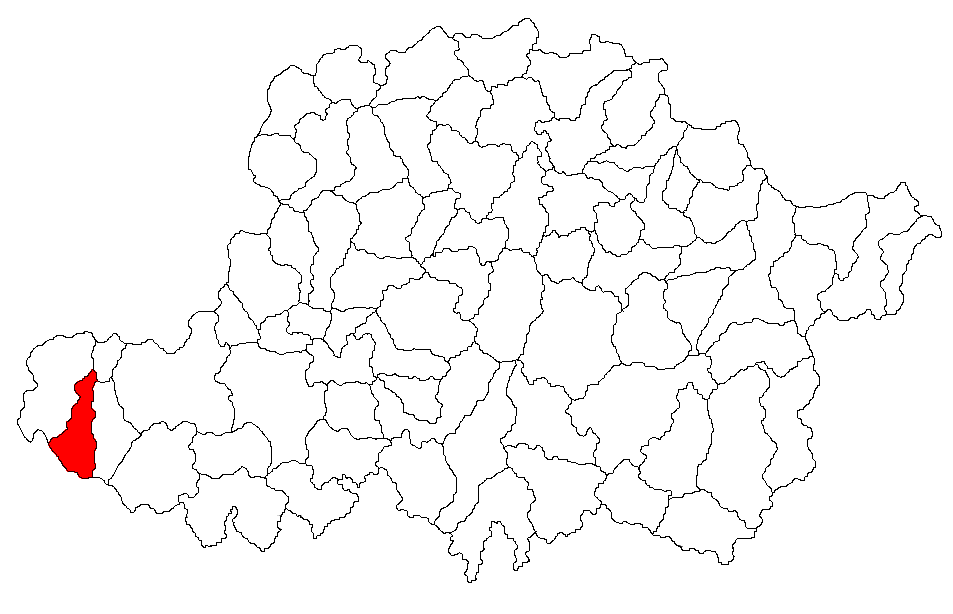
Lage der Gemeinde Șeitin im Kreis Arad

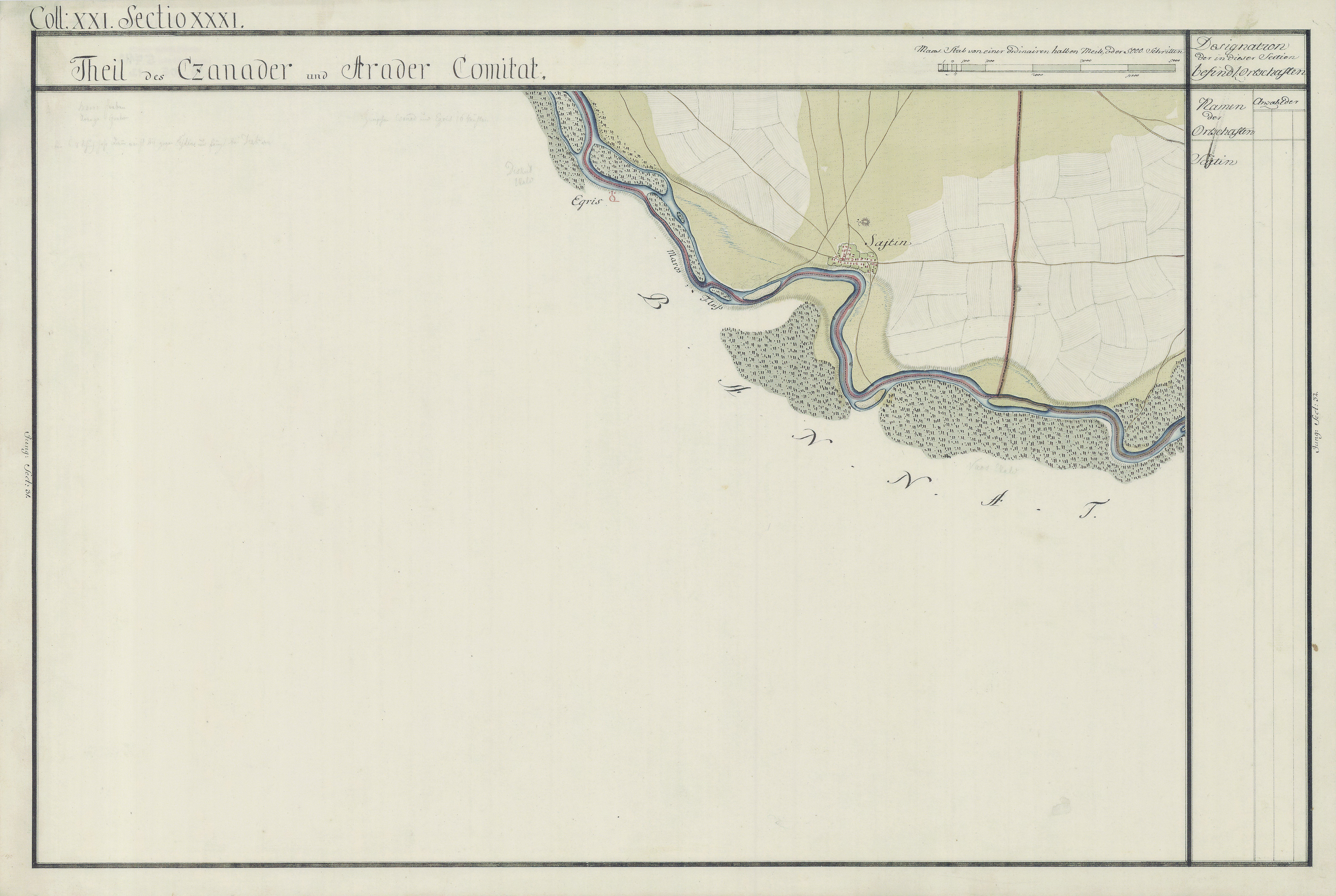
Șeitin (Sajtin) auf der Josephinischen Landaufnahme von 1782–1785.

Șeitin (deutsch Scheidin, ungarisch Sajtény, serbo-kroatisch Шеитин bzw. Šeitin) ist eine Gemeinde im Kreis Arad, im Kreischgebiet, im Westen Rumäniens.

## Geografische Lage
Șeitin liegt im Westen des Kreises Arad, am rechten Maroschufer, in 45 km Entfernung von der Kreishauptstadt Arad. Bis zur ungarischen Grenze sind es 15 km auf der Nationalstraße 7 (Nădlac–Arad).

## Nachbarorte
| Nădlac        | Peregu Mare                                 | Pereg     |
| Igriș         | Kompassrose, die auf Nachbargemeinden zeigt | Semlac    |
| Sânpetru Mare | Periam                                      | Satu Mare |

## Geschichte
Die erste urkundliche Erwähnung der Villa Sahtu stammt aus dem Jahr 1138 in einer Schenkungsurkunde des ungarischen Königs Béla II., der dem Kloster Dumis mehrere Hofgüter schenkte.
Eine Kirche wurde 1755 erstmals urkundlich von dem Arader Bischof Sinesie Jivanovici erwähnt. Unbekannt ist jedoch, wann die Kirche gebaut wurde. Belegt ist, dass 1772 der Bau einer neuen Kirche beantragt wurde, deren Bau 1789 beginnt, wobei die Ikonostase aus der alten Kirche in die neue verlegt wurde, bis 1871 Alexei Dusan und Dresce Vasile eine neue Ikonostase anfertigten. 1928 wurde die Kirche von Iulian Toader bemalt.
Nach dem Frieden von Karlowitz (1699) kam Arad und das Maroscher Land unter österreichische Herrschaft, während das Banat südlich der Marosch bis zum Frieden von Passarowitz (1718) unter Türkenherrschaft verblieb. Auf der Josephinischen Landaufnahme ist Sejtin eingetragen.
Infolge des Österreichisch-Ungarischen Ausgleichs (1867) wurde das Arader Land, wie das gesamte Banat und Siebenbürgen, dem Königreich Ungarn innerhalb der Doppelmonarchie Österreich-Ungarn angegliedert. Die amtliche Ortsbezeichnung war Sajtény.
Der Vertrag von Trianon am 4. Juni 1920 hatte die Grenzregulierung zur Folge, wodurch Șeitin an das Königreich Rumänien fiel.

## Bevölkerungsentwicklung
| 1880 | 3993 | 3680 | 186 | 83 | 44             |
| 1910 | 4696 | 4246 | 234 | 59 | 157            |
| 1930 | 4539 | 4078 | 40  | 21 | 400            |
| 1977 | 2988 | 2754 | 7   | 1  | 226            |
| 1992 | 2713 | 2551 | 11  | 1  | 150            |
| 2002 | 2996 | 2807 | 28  | 4  | 157            |
| 2021 | 2801 | 2349 | 15  | 6  | 431 (216 Roma) |

## Tourismus
- Naturpark Marosch-Auen
- Archäologische Ausgrabungsstätte Șeitin